# گونتر نویرویتر
گونتر نویرویتر (آلمانی: Günther Neureuther؛ زادهٔ ۶ اوت ۱۹۵۵) جودوکار اهل آلمان بود.